# Christoph Bernhard Graf von Galen (Päpstlicher Geheimkämmerer)
Christoph Bernhard Graf von Galen (* 11. Januar 1907 in Bonn; † 1. September 2002 in Haus Assen in Lippborg) war Oberhaupt der westfälischen Adelsfamilie Galen, Politiker (CDU) und Päpstlicher Geheimkämmerer. 1949 schenkte er einen der beiden Familienstammsitze, das Wasserschloss Burg Dinklage im Oldenburger Münsterland, dem Orden der Benediktinerinnen als Kloster Burg Dinklage. Seinen langjährigen Wohnsitz, das Wasserschloss Haus Assen in Lippetal-Lippborg (Kreis Soest), schenkte er 1997 der katholisch-traditionalistischen Ordensgemeinschaft Diener Jesu und Mariens. Sie betreibt darin ein Noviziat.
Christoph Bernhard Graf von Galen ist verwandt mit dem namensgleichen Münsteraner Bischof Christoph Bernhard von Galen (1606–1678); er ist Neffe des Kardinals Clemens August Graf von Galen (1878–1946).

## Leben
Christoph Bernhard Graf von Galen war der Sohn des königlich-preußischen Landrats August(inus) Graf von Galen (* 1866; † 20. November 1912 in Bonn) und seiner Frau Levina, geborene Gräfin von Korff gen. Schmising (1867–1941). Er besuchte die Katholische Domschule in Münster sowie Jesuitenkollegs in Sittard (Niederlande) und Feldkirch (Österreich). 1925 machte er sein Abitur am Gymnasium Marianum in Warburg.
Das fünfte von sechs Kindern wurde 1918 als Kind Oberhaupt der Familie Galen und Erbe des Familienbesitzes, nachdem sein Onkel Friedrich Mathias (1865–1918), der ältere Bruder seines 1912 verstorbenen Vaters, der den Besitz nach dessen Tod verwaltet hatte, im November 1918 gestorben war. Christoph Bernhards älterer Bruder Ferdinand-Josef, der nach den Hausgesetzen die Nachfolge angetreten hätte, war bereits am 21. Juli 1918 im Ersten Weltkrieg in Frankreich gefallen. Christoph Bernhards verwitwete Mutter zog 1919 mit den Kindern von Münster, wo sie seit 1913 gelebt hatten, nach Haus Assen. Die Verwaltung des Erbes übernahm im Frühjahr 1919 Franz Graf von Galen (* 11. Dezember 1879 in Dinklage; † 9. Oktober 1961 in Darfeld), der vor dem Ersten Weltkrieg eine Forstakademie besucht hatte, für seinen Neffen. Nach Erlangung seiner Volljährigkeit übernahm Christoph Bernhard Graf von Galen im Jahr 1929 die Verwaltung der Familienbesitzungen in Lippetal, Dinklage und Münster. Am 28. Juli 1931 heiratete er in Adlerkosteletz Marie-Sophie Reichsgräfin Kinsky von Wchinitz und Tettau (* 24. Februar 1909 in Adlerkosteletz; † 26. Oktober 1992). Nach der Eheschließung lebte er bis 1936 auf Gut Neugraben im Kreis Warendorf, danach in Haus Assen.
Bei Beginn des Zweiten Weltkriegs war von Galen, der nach Einführung der Allgemeinen Wehrpflicht bei der Artillerie ausgebildet worden war, im Rang eines Wachtmeisters. Im November 1939 wurde er einberufen. Er nahm am Frankreichfeldzug teil, wurde aber Ende Juli 1940 als Vater von sechs Kindern nach Hause entlassen. 1943 wurde er erneut eingezogen, zum Leutnant befördert und arbeitete im Stab eines Artillerieregiments in Hamm. Als US-Truppen näherrückten, stellten sich Offiziere gegenseitig Entlassungspapiere aus. In Haus Assen, wohin er zu Fuß zurückgekehrt war, nahm ihn die US-Armee gefangen. Vom 1. April 1945 bis September 1945 war er US-Kriegsgefangener bei Soissons in Frankreich.
1946 trat von Galen in die CDU ein. Von 1945 bis 1969 gehörte er dem Gemeinderat von Lippborg an. Von 1945 bis 1959 war er Mitglied des Kreistags von Beckum. Interessen des Adels vertrat er als Ritter des Malteserordens und im Damenclub, einer 1800 in Münster gegründeten Adelsvereinigung. Das Amt des Päpstlichen Geheimkämmerers erhielt er auf Bitten seines Onkels Clemens August Graf von Galen, als dieser 1946 von Papst Pius XII. zum Kardinal ernannt wurde. Verbunden mit dem Amt des Geheimkämmerers waren protokollarische Aufgaben von Laien im Vatikan, etwa bei Selig- und Heiligsprechungen. 1948 hatte Christoph Bernhard Graf von Galen bei der 700-Jahr-Feier des Kölner Doms einen päpstlichen Legaten zu leiten. 1962 nahm er als Päpstlicher Geheimkämmerer an der Eröffnung des Zweiten Vatikanischen Konzils im Petersdom in Rom teil. Das äußere Zeichen seiner Würde war eine „höchst dekorative Uniform im spanischen Stil“, wie von Galen sie beschrieb. Papst Paul VI. schaffte das Amt ab, das schon von Galens Vater August und sein Großvater Ferdinand innegehabt hatten.
Anfang der 1980er Jahre war Christoph-Bernhard von Galen von dem Schaden betroffen, den sein Sohn Ferdinand-Joseph von Galen als Folge des Zusammenbruchs der Privatbank Schröder, Münchmeyer, Hengst & Co. verursacht hatte. Ferdinand von Galen war seinerzeit persönlich haftender Geschäftsführer und größter Anteilseigner der Privatbank, die durch Missmanagement in Konkurs geraten wäre, wenn sie nicht von anderen Banken als „too big to fail“ vor dieser Maßnahme gerettet worden wäre. Die Gläubigerbanken waren bestrebt, ihre Verluste durch Rückgriffe auf die persönlich haftenden Eigentümer der Bank in Grenzen zu halten. Zu diesem Zweck beauftragten sie die DG-Bank, als Treuhänder zu recherchieren, wie sich das Gesamtvermögen Ferdinand von Galens zusammensetzte. In dessen Berechnung bezogen sie auch das Familienvermögen derer von Galen ein, einschließlich des Hauses Assen. Aus Respekt vor Ferdinands Vater genehmigten die Emissäre der DG-Bank die Rückübertragung des Eigentums an dem Schloss an Christoph-Bernhard von Galen. Notariell festgelegt wurde die Regelung: Die DG-Bank „wird dafür Sorge tragen, dass Galen sen. ein angemessenes Wohnrecht und ein angemessener Lebensunterhalt verbleiben.“
Burg Dinklage, die nach dem Zweiten Weltkrieg zunächst leergestanden hatte und dann von Flüchtlingen bewohnt wurde, ehe Benediktinerinnen einzogen, sollte ursprünglich nur verpachtet werden. Christoph Bernhard Graf von Galen: „Zunächst hatte ich an einen Pachtvertrag auf dreißig oder neunundneunzig Jahre gedacht, habe mich dann aber für eine Schenkung mit dem Vorbehalt entschieden, dass die Burg an meine Erben zurückfällt, wenn die Benediktinerinnen das Kloster in Dinklage aufgeben sollten. […] Die Benediktiner bauen und beten ja nach ihrer Regel nicht auf Zeit, sondern für die Ewigkeit. Danach musste und wollte ich mich richten.“ 

Ferdinand von Galen verschenkte Wehnelt zufolge vor dem Eingreifen der DG-Emissäre 20 ha Wald in Dinklage an die Vereinigung der St. Hildegard Schwesternschaft e. V. in Dinklage und verkaufte ihnen später eine Fläche von 0,7 ha. Diese Flächen waren die letzten, die der Familie von Galen Anfang der 1980er Jahre in Dinklage noch gehört hatten. Auch diese Vorgänge wurden von den Emissären genehmigt.
Nach dem Tod seiner Frau Marie-Sophie im Jahr 1992 lebte von Galen alleine in Haus Assen. Seine Tochter Johanna Gräfin von Westphalen (1936–2016), die als Vorsitzende der Christdemokraten für das Leben bekannt wurde, schlug ihm vor, die Ordensgemeinschaft Diener Jesu und Mariens, die aus der Diözese Augsburg ausgewiesen worden war, vorübergehend in dem Wasserschloss unterkommen zu lassen. Die Bekanntschaft mit dem Ordensgründer Andreas Hönisch brachte von Galen auf den Gedanken, Haus Assen der Gemeinschaft dauerhaft zur Verfügung zu stellen. Hierzu war der Graf nach der Regelung der Insolvenz seines Sohnes berechtigt. 
Die Gräber Christoph Bernhard von Galens und seiner Ehefrau Marie Sophie sind vor dem Altar der zum Kirchenraum umgebauten ehemaligen Scheune im Kloster Burg Dinklage eingelassen.

## Familie
Christoph Bernhard Graf von Galen starb 2002 und wurde an der Seite seiner Frau in der Klosterkirche von Burg Dinklage beigesetzt. Das Paar hatte sechs Kinder – fünf Töchter und einen Sohn.
- Pauline Gräfin von Galen (* 1932), verheiratet mit Friedrich Graf von und zu Trautmannsdorff-Weinsberg (* 1926)
- Hedwig Gräfin von Galen (* 1934), verheiratet mit Rudolf von Longueval Graf de Bouqouy (* 1927)
- Ferdinand-Joseph Graf von Galen (1935–2022), verheiratet mit Anita Hengst (* 1936)
- Johanna Gräfin von Galen (1936–2016), verheiratet mit Clemens Graf von Westphalen zu Fürstenberg (1927–2014)
- Ludmila Gräfin von Galen (* 1937), verheiratet mit Heinrich Maria Erzherzog von Österreich (1925–2014)
- Maria Theresia Gräfin von Galen (* 1938), verheiratet (1) mit Marc-Antoine d’Oultremont, Comte d’Oultremont (1927–2005), (2) Godehard Maximilian Clemens Albertus Antonius Joseph Maria Graf von und zu Hoensbroech (* 1936)